# Haukijärvi (sjö i Finland, Kajanaland, lat 64,08, long 30,03)
Haukijärvi är en sjö i Finland. Den ligger i kommunen Kuhmo i landskapet Kajanaland, i den östra delen av landet, 500 km nordost om huvudstaden Helsingfors. Haukijärvi ligger 197 meter över havet. Den är 2,22 meter djup. Arean är 46,5 hektar och strandlinjen är 3,89 kilometer lång. Sjön  ingår i Uleälvens huvudavrinningsområde. 